# Taüt de seguretat

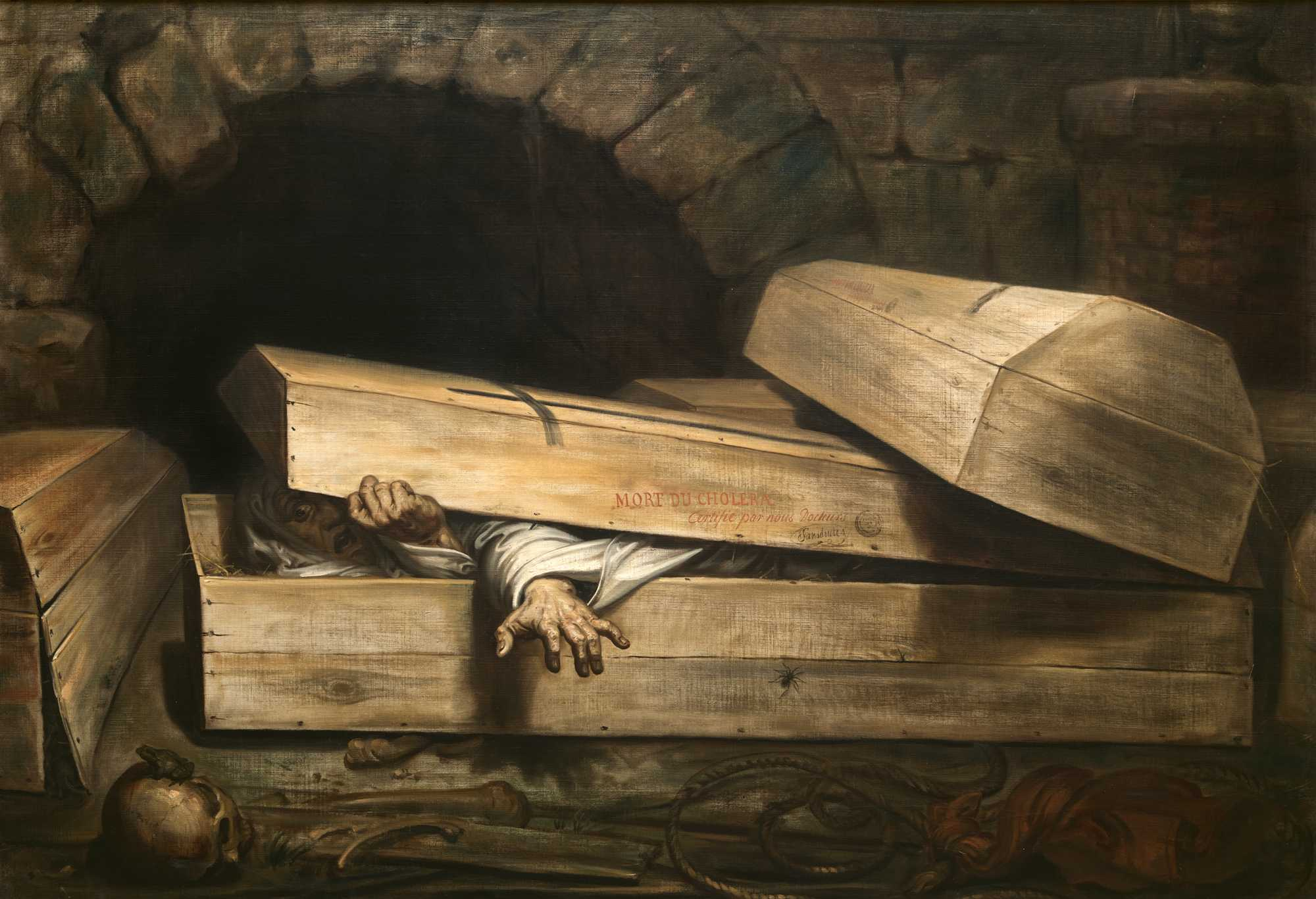
L'enterrament Prematur, de Antoine Wiertz

Un taüt de seguretat és un taüt que incorpora un mecanisme per impedir un enterrament prematur i permetre l'ocupant avisar que ha sigut enterrat viu. Van patentar-se gran nombre de dissenys durant els segles XVIII i XIX, i encara avui trobem variants de la mateixa idea.

## Història

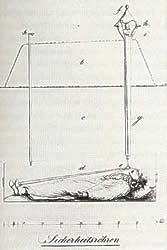
El taüt de Taberger feia servir una campana per poder comunicar-se

La por de ser enterrat viu va intensificar-se durant l'epidèmia de còlera del segle xix, però tenim registres d'enterraments prematurs anteriors a aquests fets. Aquesta por era atiada per informes de doctors, diaris i en obres literàries. A part de tractar el tema en obres com "La caiguda de la Casa Usher" i "La bota d'Amontillado", Edgar Allan Poe va escriure "L'enterrament prematur" l'any 1844, on suposadament contenia casos genuïns d'enterraments prematurs, a part de narrar el punt de vista del "mort" mentre encara era viu.
La por a ser enterrat viu va provocar la invenció de mecanismes de seguretat que es podien incorporar a taüts. La majoria consistien en algun mètode de comunicació amb l'exterior, com podien ser una corda lligada a una campana que la persona enterrada podia fer sonar. Altres variacions incloïen banderes i pirotècnia. Alguns dissenys incorporaven sortides d'emergència, però la gran majoria no disposava d'un mètode per aconseguir oxigen.
Robert Robinson va morir a Manchester l'any 1791. Va fer instal·lar un vidre en el seu taüt, i el mausoleu tenia una porta de manera que un inspector podria confirmar si havia respirat pel vidre. Va instar els seus familiars a visitar la seva tomba periòdicament per comprovar que encara fos mort.
El primer taüt de seguretat registrat fou construït per ordre del Duc Ferdinand de Brunswick, abans de la seva mort l'any 1792. Tenia una finestra per permetre l'entrada de llum, un tub per permetre l'entrada d'oxigen, i en comptes d'estar tancat amb claus estava tancat amb pany. Fou enterrat amb les claus que permetien obrir el fèretre i la tomba.

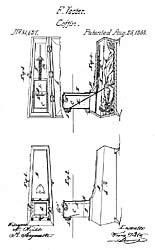
Taüt de Vester

P. G. Pessler, un sacerdot alemany, va suggerir l'any 1798 que tots els taüts haurien de tenir una corda que fes sonar les campanes de l'església. Si algú havia estat enterrat viu, podria demanar ajuda. Tot i que molt poc pràctica, aquesta idea va encaminar els primers dissenys de taüts equipats amb sistemes per avisar de l'error comès. Un company de Pessler, el Pastor Beck, va suggerir taüts amb un tub en forma de trompeta. Amb aquesta mesura, el mossèn local podria inspeccionar l'estat de putrefacció del cos depenent de l'olor que desprengués el tub. Si no es percebia olor, el mossèn podria demanar ajuda i desenterrar el viu.
Adolf Gutsmuth va ser enterrat viu molts cops per demostrar la seguretat dels seus taüts. L'any 1822, va romandre enterrat mentre menjava un àpat de sopa, bratwurst, marzipan, sauerkraut, spätzle, cervesa, i per postres, prinzregententorte, que rebia a través del tub per alimentació del que disposava el taüt.
Durant la dècada de 1820 es van implementar "cambres de mort portàtils" a Alemanya. Una cambra petita equipada amb una campana es construïa sobre una tomba buida. Vigilants podien llavors inspeccionar l'estat de descomposició en cada una de les cambres. Si es feia sonar la campana es podia retirar el cos immediatament, però si s'observaven signes de descomposició es podia obrir un compartiment i el cos cauria cap a la tomba. Llavors es cobria la tomba i la cambra de vigilància es reutilitzava en una altra tomba.
L'any 1829, Johann Gottfried Taberger va dissenyar un sistema que emprava una campana que alertaria el vigilant del cementiri. El cadàver tindria cordes lligades a totes les extremitats, que farien sonar la campana amb el menor moviment. A diferència d'altres dissenys, aquest protegia la campana, fet que impedia que insectes o pluja entressin al fèretre. Si la campana sonava, el vigilant havia d'introduir un segon tub per permetre l'accés d'aire fins que es pogués desenterrar.
Els sistemes consistents a lligar cordes al cos habitualment resultaven en falsos positius a causa del procés de descomposició, que podia causar que el cos canviés de posició prou com per a moure la corda. El disseny de Franz Vester va solventar aquest problema afegint un tub que permetia observar el rostre del "difunt". Si la persona es despertava, podria escalar el tub o demanar ajuda amb la campana i llavors el vigilant podria comprovar si realment havia demanat ajuda o havia sigut un error. Aquest disseny permetia també eliminar el tub en haver-se confirmat la defunció, per reaprofitar-se en altres casos.
Encara avui en dia trobem versions modernes de taüts de seguretat. L'any 1995, Fabrizio Caselli va patentar un model que incloïa un intercomunicador, una llanterna, un aparell per respirar i un monitor cardíac.

## Expressió "Salvat per la campana"
L'etimologia popular suggereix que l'expressió "salvat per la campana" es va originar durant l'època victoriana. L'expressió també es creu originària del món de la boxa, en què un boxejador es troba a punt de ser noquejat, però el "salva" la campana que indica el final de la ronda.

## Cultura Popular
La cançó "The tale of Solomon Snell", de Duncan Sheik explica la història d'un home que va donar ordres de ser enterrat en un taüt amb un mecanisme de campana, però no aconsegueix ser rescatat perquè el vigilant estava èbri.